# Валье-де-Сан-Хосе
Валье-де-Сан-Хосе (исп. Valle de San José) — город и муниципалитет в северо-восточной части Колумбии, на территории департамента Сантандер. Входит в состав провинции Гуанента.

## История
Поселение, из которого позднее вырос город, было основано 28 февраля 1724 года. Муниципалитет Валье-де-Сан-Хосе был выделен в отдельную административную единицу в 1776 году.

## Географическое положение

Муниципалитет Валье-де-Сан-Хосе

Город расположен в юго-восточной части департамента, в горной местности Восточной Кордильеры, на правом берегу реки Фонсе, на расстоянии приблизительно 69 километров к югу от города Букараманги, административного центра департамента. Абсолютная высота — 1243 метра над уровнем моря.
Муниципалитет Валье-де-Сан-Хосе граничит на севере с территорией муниципалитета Сан-Хиль, на востоке — с муниципалитетом Моготес, на юге — с муниципалитетом Окамонте, на западе — с муниципалитетом Парамо. Площадь муниципалитета составляет 99 км².

## Население
По данным Национального административного департамента статистики Колумбии, совокупная численность населения города и муниципалитета в 2015 году составляла 4670 человек.
Динамика численности населения муниципалитета по годам:
| 2005 | 2006 | 2007 | 2008 | 2009 | 2010 | 2011 | 2012 | 2013 | 2014 | 2015 |
| ---- | ---- | ---- | ---- | ---- | ---- | ---- | ---- | ---- | ---- | ---- |
| 5315 | 5214 | 5155 | 5091 | 5024 | 4964 | 4905 | 4841 | 4778 | 4725 | 4670 |

Согласно данным переписи 2005 года мужчины составляли 51,5 % от населения Валье-де-Сан-Хосе, женщины — соответственно 48,5 %. В расовом отношении белые и метисы составляли 98,8 % от населения города; негры, мулаты и райсальцы — 1 %; индейцы — 0,2 %.
Уровень грамотности среди всего населения составлял 81,7 %.

## Экономика
Основу экономики Валье-де-Сан-Хосе составляет сельское хозяйство.
48,8 % от общего числа городских и муниципальных предприятий составляют предприятия торговой сферы, 28,3 % — предприятия сферы обслуживания, 19,7 % — промышленные предприятия, 3,2 % — предприятия иных отраслей экономики.

## Транспорт
К западу от города проходит автодорога Сан-Хиль — Чарала.